# Gora Gavrilova
Gora Gavrilova (englische Transkription von russisch Гора Гаврилова Gora Gawrilowa) ist ein etwas isolierter Nunatak im ostantarktischen Coatsland. In den Haskard Highlands der Shackleton Range ragt er östlich des Mount Provender auf.
Russische Wissenschaftler benannten ihn. Der weitere Benennungshintergrund ist nicht überliefert.